# Société d'histoire de la région de Terrebonne
 (août 2014).
 (août 2014).
La Société du patrimoine et de l'histoire de Terrebonne (depuis 2021 PHT, autrefois SHRT) est un organisme à but non lucratif dont la mission est d'acquérir des connaissances sur l'histoire de Terrebonne et de ses environs, ainsi que de mieux faire connaître l'histoire de cette ville auprès de la population. Elle s'affaire également à préserver et à mettre en valeur son patrimoine historique.

## Mission
D'après les lettres patentes du 1er mars 1976, les objectifs de la PHT sont :
- de regrouper toutes les personnes qui s'intéressent à l’histoire, aux souvenirs historiques de la région de Terrebonne et aux disciplines scientifiques que sont l’histoire, la préhistoire, l'anthropologie, l’archéologie, la paléontologie et les sciences connexes ;
- de faire et de faire faire toutes fouilles archéologiques et recherches dans la région de Terrebonne ;
- de collectionner tous les documents relatifs à la région de Terrebonne ;
- de mieux faire connaître le riche passé de la région de Terrebonne et d'en tirer un enseignement efficace ;
- de voir à la conservation des reliques et des monuments historiques de la région de Terrebonne ;
- d'établir, maintenir et administrer une bibliothèque d'ouvrages relatifs à l'histoire de la région et de distribuer des publications en tous genres ;
- de solliciter, obtenir et posséder, à ces fins, des fonds d'archives ainsi que tout autre bien, meuble et immeuble[3].

## Histoire de la société

### La mentalité de la Révolution tranquille
À l'époque de la Révolution tranquille, si la société québécoise connaissait une ère de grands progrès, elle avait toutefois une attitude mortifère à l'égard du passé. Il semblait misérable, peu glorieux, et on souhaitait lui tourner le dos. On se désintéressait du patrimoine, on jetait ses vieux meubles, et on sautait à pieds joints dans les attraits de la modernité. À Terrebonne, il était désormais question de détruire les vieilles « cabanes » du Vieux-Terrebonne. Le conseil municipal avait ainsi confié à des urbanistes le mandat de préparer un plan de rénovation urbaine, et dans leur rapport déposé en décembre 1971, il a même été question de démolir plusieurs maisons anciennes, de faire de la rue Masson un boulevard à quatre voies, de construire un échangeur devant l'École secondaire Saint-Sacrement et de construire neuf tours d'habitation sur la rive de la rivière des Mille Îles, dont une sur l'île des Moulins. Ce rapport, s'il n'a pas été adopté, témoigne de l'état d'esprit de l'époque, et il a amorcé une prise de conscience à propos de l'importance du patrimoine. En octobre 1972, la ville de Terrebonne demandait à Québec de classer l'île des Moulins comme un arrondissement historique,,.

### La naissance de la SHRT (depuis 2021, la PHT)
En 1975, quatre enseignants en histoire de la Polyvalente Leblanc entreprirent un projet de cours en histoire locale portant sur Terrebonne. On les référa à M. Aimé Despatis, qui décida de s'impliquer dans le projet. C'est alors qu'il se mit à souligner avec regret l'absence de société d'histoire dans la région de Terrebonne et des environs, et c'est pourquoi les quatre enseignants proposèrent d'en créer une.
Le 14 octobre 1975, Aimé Despatis convoqua, au moyen de son journal La Revue de Terrebonne, une assemblée au Salon rouge de l'École secondaire Saint-Sacrement, et c'est ainsi qu'une cinquantaine de personnes jetèrent les bases de la Société d'histoire de la région de Terrebonne, devenue en 2021 la Société du patrimoine et de l'histoire de Terrebonne (PHT).
La société obtint ensuite ses lettres patentes le 9 décembre 1975 grâce au soutien juridique de maître Denis Hardy, qui était le député de Terrebonne de l'époque, le ministre des Affaires culturelles dans le cabinet de Robert Bourassa et un ami personnel d'Aimé Despatis.
Comme elle ne disposait d'aucun local permanent, la PHT tenait ses réunions à l'étage de la bibliothèques municipale de l'époque (l'édifice Louis Lepage, qui est maintenant la salle du Conseil municipal). La PHT s'est tout de suite engagée dans la protection du patrimoine bâti, notamment le site historique de l'île des Moulins. En 1976, la PHT
 obtenait l'ouverture du bureau seigneurial de l'île à la population, avec le concours du Groupe de la Place publique. À l'époque, le site historique de l'île des Moulins était le deuxième en importance au Québec après la Place royale. Comme il était sans vocation clairement définie, la PHT y établit ses bureaux à l'étage, tandis que le Ministère des Affaires culturelles y organisait une exposition permanente au rez-de-chaussée. Elle put aussi embaucher du personnel pour animer l'île et pour la recherche historique grâce à des subventions. La société obtint aussi de faire microfilmer les minutes des notaires de Terrebonne du XIXe siècle, qui étaient à ce moment inaccessibles pour les historiens vu qu'elles se trouvaient  dans les archives du protonotaire du district de Terrebonne, au palais de justice de Saint-Jérôme. 
La société connut ensuite un certain essor, elle érigea un circuit du patrimoine dans le Vieux-Terrebonne, la Côte de Terrebonne, Lachenaie et Mascouche. Ainsi, des panneaux d'interprétation figuraient aux diverses stations du circuit. La PHT a aussi publié une série de brochures historiques, en plus d'un bulletin intitulé La Fournée. C'est également à cette époque qu'elle commença à organiser des séries de conférences mensuelles, lesquelles ont toujours lieu de nos jours,.

### L'ère des grands projets (1981-2002)
La PHT prit une nouvelle orientation à partir de l'arrivée d'une nouvelle présidente, Mme Marguerite Lachapelle. Elle devint alors un partenaire de développement socio-économique et culturel du milieu local. En 1987, la société décida de créer un musée consacré à l'œuvre de la famille Masson, la famille du dernier seigneur de Terrebonne, Joseph Masson. On allait appeler un tel musée la « Maison de la culture Joseph-Masson », puis on constitua un fonds d'archives. Malheureusement, des circonstances politiques mirent fin au projet. Toutefois, l'idée de créer un centre d'interprétation perdura malgré cet échec.
Au cours de cette période, la PHT consacra de nombreux efforts en vue de réaliser des études sur le Domaine seigneurial de Mascouche, un dossier qui est toujours pendant. La société s'engagea également pour la préservation du site historique et archéologique du Fort de Lachenaie,.

### La période de dormance (2002-2008)
Le décès prématuré de Marguerite Lachapelle en 2001, puis le départ de Claude Martel dans une autre région (en 2002) ont fait entrer la Société dans une période de dormance, par manque de relève. À cette époque, Aimé Despatis maintint la PHT à bout de bras. Afin de sauvegarder les archives qu'il avait accumulées au cours de sa vie, il les confia au nouveau Centre régional d’archives de Lanaudière, puis il obtint un soutien financier de la part de la Ville de Terrebonne pour qu'il en fasse l'inventaire. Il confia également à la Société de développement culturel de Terrebonne (SODECT) tous les artefacts de la famille Masson, afin qu'ils soient préservés et mis en valeur,.

### Une renaissance (2008-maintenant)
Sous l'impulsion d'Aimé Despatis, la PHT relança ses activités à partir de 2008. C'est alors que fut remis sur ses rails le projet d'une Maison d'histoire. Par ailleurs, les activités qui figuraient déjà au programme de la société recommencèrent : les conférences, les publications, le bulletin La Fournée, etc. C'est dans le cadre d'un partenariat dans le développement régional que la société présenta également son Plan de développement et de mise en valeur du patrimoine culturel. Elle a également participé aux travaux du Comité promoteur du Vieux-Terrebonne et à l'élaboration de la Politique culturelle de la Ville de Terrebonne, de 2011 à 2012.
La société s'est également offert un site Internet, une page Facebook et une page Google+. Le 15 mars 2013, la PHT a inauguré la Maison d'histoire de Terrebonne, qui est à la fois un centre d'interprétation du patrimoine, un centre de documentation et le siège de la société. Après 38 ans, la Société d'histoire de la région de Terrebonne avait enfin pignon sur rue,.

### Nouvelle raison sociale (2021)
Dans un élan de renouveau, la Société adopte une nouvelle appellation, en prenant soin d'y ajouter le volet patrimoine: Société du patrimoine et de l'histoire de Terrebonne. Dans cette même foulée, un premier plan stratégique est mis en place dès 2020.

## Maison d'histoire de Terrebonne
La Maison d'histoire de Terrebonne est le siège de la PHT depuis 2013. C'est un centre d'interprétation et de documentation. L'édifice proprement dit s'appelle la maison Eugène-Labelle, et appartient à la Ville de Terrebonne. On y trouve une vaste gamme de services et d'activités :
- La salle Marguerite-Lachapelle accueille une exposition permanente, intitulée «Terrebonne. Ses habitants. Sa mémoire» des juillet 2023. Découlant du projet Mémoires de familles de Terrebonne, le mode de vie des gens à l'époque des années 1920-1970 y est présenté au-travers des témoignages de descendants de familles ayant vécu à Terrebonne et inscrites au recensement de la population de 1921. Objets et artéfacts datant de cette époque sont mis en valeur;
- La salle Normand-Gouger est un centre de documentation et de recherche, et comprend les fonds d'archives Aimé-Despatis et Henri-Masson, ainsi que des microfilms d'anciens journaux, les greffes des notaires de Terrebonne, des cartes anciennes et un accès à la base de données Parchemin, Thémis et Chronica. La consultation des archives est payante par abonnement ou de façon journalière;
- La salle Aimé-Despatis est une salle polyvalente qui héberge une exposition temporaire en arts visuels. La salle sert également pour des cours et des ateliers de formation et aussi des conférences. Il est possible de louer cette salle ; elle peut contenir entre 35 et 40 personnes et comprend un vestiaire, des tables et des chaises, un accès Wi-Fi, un tableau blanc et un projecteur ;
- Des visites guidées du Vieux-Terrebonne sont offertes sur réservation. Divers parcours patrimoniaux sont présentés : « Si la rue Saint-François-Xavier parlait », « Si la rue Sainte-Marie parlait » décrivent 2 tronçons de plus vieilles rues situées au cœur du Vieux-Terrebonne, alors que « Voir l'invisible » nous présente le patrimoine disparu au fil du temps et des évènements. Des visites guidées sont également disponibles: « Six pieds sous terre »  permet de découvrir l'église de Terrebonne ainsi que son cimetière souterrain (improprement appelée « crypte »). La visite « Les splendeurs seigneuriales » permet de découvrir le château Masson (l'aile du manoir du collège Saint-Sacrement) ainsi que sa chapelle Saint-Tharcisius.
- La Maison d'histoire est également prévue pour accueillir les personnes à mobilité réduite dans sa section réservée aux expositions temporaires seulement; une porte adaptée existe et il est possible d'accéder à la salle Aimé-Despatis sans devoir monter quelque escalier que ce soit.

## La société en tant qu'organisme

### Fonctionnement
La société d'histoire est une personne morale sans but lucratif, qui est régie par la Loi sur les compagnies (3e partie). Elle a été officiellement constituée le 9 décembre 1975, et immatriculée le 5 juin 1998.
La société est constituée de trois organes directeurs :
- Le Conseil d'administration, qui est formé de neuf administrateurs bénévoles dont les mandats sont de trois ans. Il coordonne les activités de la société,  prépare les budgets, les états financiers, le plan d’action et le bilan d’exercice (qui sont ensuite entérinés ou non par l'Assemblée), il fixe la date et le lieu des assemblées générales, définit les politiques de gestion, acquiert ou cède des biens meubles et immeubles, signe des contrats et conclut des ententes, embauche, supervise et congédie le personnel, fixe les salaires et rétributions de toutes personnes à son service, crée des comités, en nomme les responsables et voit à leur bon fonctionnement, assure la diffusion de l’information, autorise les publications, tient des réunions statutaires, fixe sa propre procédure et prend toutes les décisions susceptibles de faire progresser la société dans la réalisation de sa mission.

- Le Comité exécutif, dont les membres sont nommés par le Conseil d'administration, est composé d'un président, d'un vice-président, d'un secrétaire et d'un trésorier. Il est chargé d'exécuter les décisions prises par le Conseil d'administration.

- L'Assemblée générale, qui est l'organe souverain de la société et qui est formée de tous ses membres. Elle élit les membres du Conseil d'administration. Elle a le pouvoir de déterminer le montant des cotisations annuelles, d'adopter les budgets et les états financiers, ainsi que les plans d'action et les bilans d'exercice. Elle peut nommer des vérificateurs, amender les règlements de la société, amender la charte de la société et dissoudre la société[7].
- Depuis mai 2023, un poste de direction générale est créé et est sous la supervision du Conseil d'administration.

Sur le site web de la PHT, on peut trouver les procès-verbaux des assemblées générales, un extrait du plan stratégique ou d'affaires en cours, les règlements de la Société ainsi que la liste des administrateurs élus.

### Les président(e)s
- Normand Gouger (1975-1977)
- Claude Blouin (1977-1981)
- Marguerite Lachapelle (1981-2001)
- Claude Martel (2001-2002)
- 2002-2008 : Dormance de la société
- Claude Blouin (2008-2016)
- Claude Martel (2016-2017)
- Normand Brière (2017-2020)
- Claude Blouin  (2020-2022)
- Raymond Paquin (2022-)

## BulletinLa Fournée
La société publie un bulletin intitulé La Fournée. À l'origine, il était publié dans les pages du journal La Revue de Terrebonne avec une périodicité variable, puis ç'a été un bulletin envoyé par la poste aux membres. Depuis 2008, c'est maintenant un périodique trimestriel publié sur Internet,.
Tous les numéros actuels de La Fournée sont disponibles sur le site de la PHT.